# Karel Křepinský
Karel Křepinský (4. listopadu 1896 Praha – 16. dubna 1963 Plzeň) byl regionální politik, advokát, politický vězeň, v letech 1946 – 1948 předseda Městského národního výboru v Plzni.

## Život
Do Plzně se s rodiči přestěhoval krátce před vypuknutím první světové války. Studoval na gymnáziu a po maturitě v roce 1915 narukoval jako jednoroční dobrovolník do rakousko-uherské armády. Absolvoval přípravnou školu ve Starém Plzenci a byl přidělen k císařským myslivcům. Během války u elitní jednotky v Alpách padl do italského zajetí. Po návratu vystudoval práva a po pěti letech praxe si otevřel vlastní kancelář v plzeňské Veleslavínově ulici.
Okupace Čech a Moravy
V době okupace byl v roce 1941 jako župní místostarosta Sokola zatčen gestapem a internován do věznice v Terezíně. Protože se nenašlo dost důkazů pro jeho věznění, byl nakonec v roce 1942 propuštěn těsně před atentátem na říšského protektora Reinharda Heydricha. V Plzni se zapojil do ilegálních odbojových aktivit, byl v krajském vedení Československé strany národně socialistické a 5. května 1945 po vypuknutí povstání vedl na plzeňské radnici za Revoluční národní výbor první neoficiální jednání s německými představiteli města Karlem Wildem a Waltrem Sturmem a na německé komendatuře s velitelem wehrmachtu generálem Georgem von Majewskim. Dalšího dění se nemohl zúčastnit, neboť byl 6. května před velitelstvím německé posádky na Klatovské třídě 19 (tehdy Generála Reinharda Heydricha) při přestřelce nechtěně zraněn americkým polopásovým obrněným transportérem.
Poválečné období
Po válce působil nejprve jako referent RNV, od 16. července 1945 do 6. listopadu 1945 byl členem rady NV a dále do 27. června 1946 1. náměstkem předsedy MNV Josefa Ullricha. Po československých parlamentních volbách 26. května 1946 zvítězila Komunistická strana Československa v celém státě. V Plzni však došlo k ustavení antikomunistického socialistického bloku a 27. června 1946 byl JUDr. Křepinský, člen Československé strany národně socialistické, zvolen představitelem města. KSČ reagovala na jeho zvolení nátlakovou akcí a den po volbě svolala dělníky a odboráře, kteří se v počtu dvaceti tisíc shromáždili před radnicí a žádali jeho odstoupení. Výhrůžkami ho donutili, aby se funkce dočasně vzdal. 22. července však byla jeho volba uznána a mohl se do úřadu vrátit. Svou funkci vykonával do 27. února 1948, kdy došlo k rozpuštění národního výboru. Do 5. března, kdy se stal předsedou NV komunista Václav Pech, byl pověřen vedením radnice. Ještě 21. února podepsal Provolání k československé veřejnosti, jež patřilo k projevům nesouhlasu s likvidací demokracie ve státě. Během února 1948 se už podílel na činnosti Okresního akčního výboru Národní fronty a počátkem března podal přihlášku do KSČ. Před parlamentními volbami, které proběhly v květnu 1948, podporoval jednotnou kandidátku Národní fronty. V srpnu téhož roku byl však ze strany vyloučen a zbaven všech funkcí, protože se veřejně postavil proti probíhající čistce v Československé obci sokolské. Před soudem se pak musel hájit proti obviněním z poškozování autority akčních výborů.
V období jeho působení na radnici došlo k obnově mnohých bombardováním zničených budov. Podle jeho návrhu byla reorganizována ústřední správa města. Po ustavení Osvětové rady města Plzně 18. ledna 1946 se stal jejím předsedou. V dubnu 1946 byl veřejným žalobcem v procesu proti plzeňským představitelům Vlajky. Společně s velvyslancem Spojených států amerických Laurencem Steinhardtem se 4. května 1947 zúčastnil položení základního kamene pomníku americké armády na křižovatce Stalinovy (nyní Americké) a Benešovy (nyní Klatovské) třídy. Projekt byl zrušen z politických důvodů v roce 1948.
Po odchodu z politického života už nemohl působit v advokacii. Pracoval jako řadový zaměstnanec ve stavebním podniku, kde ho zřejmě někdo udal, neboť veřejně žertoval o současném režimu. Na konci 50. let byl proto zatčen, odsouzen a uvězněn na dva roky. Jeho plná rehabilitace proběhla až na začátku 90. let.

## Ocenění
23. března 1947 na oslavách v Lutychu jmenován čestným desátníkem jednotky 17. střeleckého praporu (17e Bataillon de Fusiliers) belgické armády, která se podílela s 3. americkou armádou generála Pattona na osvobození Plzně a západních Čech.